# Ragnar Tørnquist
Ragnar Tørnquist (Oslo, 31 luglio 1970) è un autore di videogiochi norvegese.
Lavorava presso la FunCom in veste di direttore creativo, senior producer, e autore.
Nel 2012 fonda la Red Thread Games, di cui ora è il direttore.

## Biografia
Ragnar Tørnquist nasce a Oslo, in Norvegia nel luglio 1970.
Dal 1989 al 1990, studia Filosofia e Inglese all'università di Oslo.
Dal 1990 al 1993 frequenta il NYU Film School a New York.
Nel 1994 ritorna a Oslo e comincia a lavorare per la Funcom.
Importante è il suo contributo nel campo delle avventure grafiche (con uno dei titoli considerati fra i migliori in questa tipologia di videogiochi: The Longest Journey, seguito da Dreamfall, dando così vita alla saga di The Longest Journey), e dei MMORPG, con Anarchy Online.
Ragnar Tørnquist per parecchi anni ha lavorato con la FunCom all'ambizioso progetto The Secret World.
Dopo il suo completamento, Tørnquist, torna a lavorare sulla saga The Longest Journey, così (2012) fonda un suo studio la Red Thread Games, con il quale realizza   Dreamfall Chapters, e con cui nel 2015 comincia a lavorare a Draugen, che sarà completato e pubblicato nel 2019.
Giochi:
- Casper (1996)
- Dragonheart: Fire & Steel (1996)
- The Longest Journey (1999)
- Anarchy Online (2001)
- Dreamfall: The Longest Journey (2006)
- The Secret World (2012)
- Dreamfall Chapters (2014)
- Draugen (2019)